# Sądecki Park Etnograficzny
Sądecki Park Etnograficzny w Nowym Sączu – skansen regionalny prezentujący architekturę drewnianą i tradycyjną kulturę ludową historycznej Sądecczyzny. Region ten obejmuje cztery grupy etnograficzne: Lachów Sądeckich, zachodnią część Pogórzan, Górali sądeckich i Łemków nadpopradzkich.

## Teren parku

### Ekspozycja główna

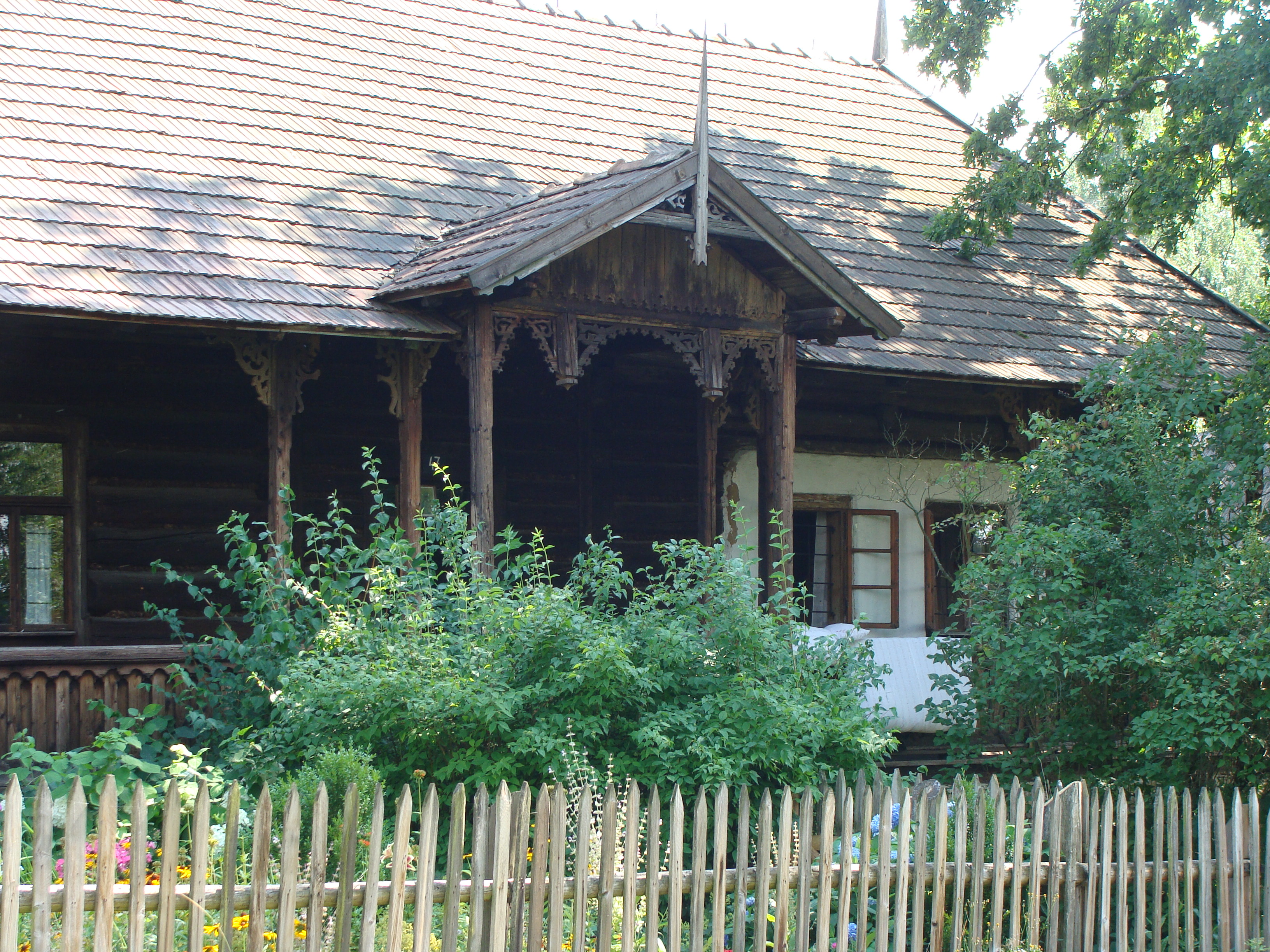
Chałupa posła Wincentego Myjaka po przebudowie w 1922 r.

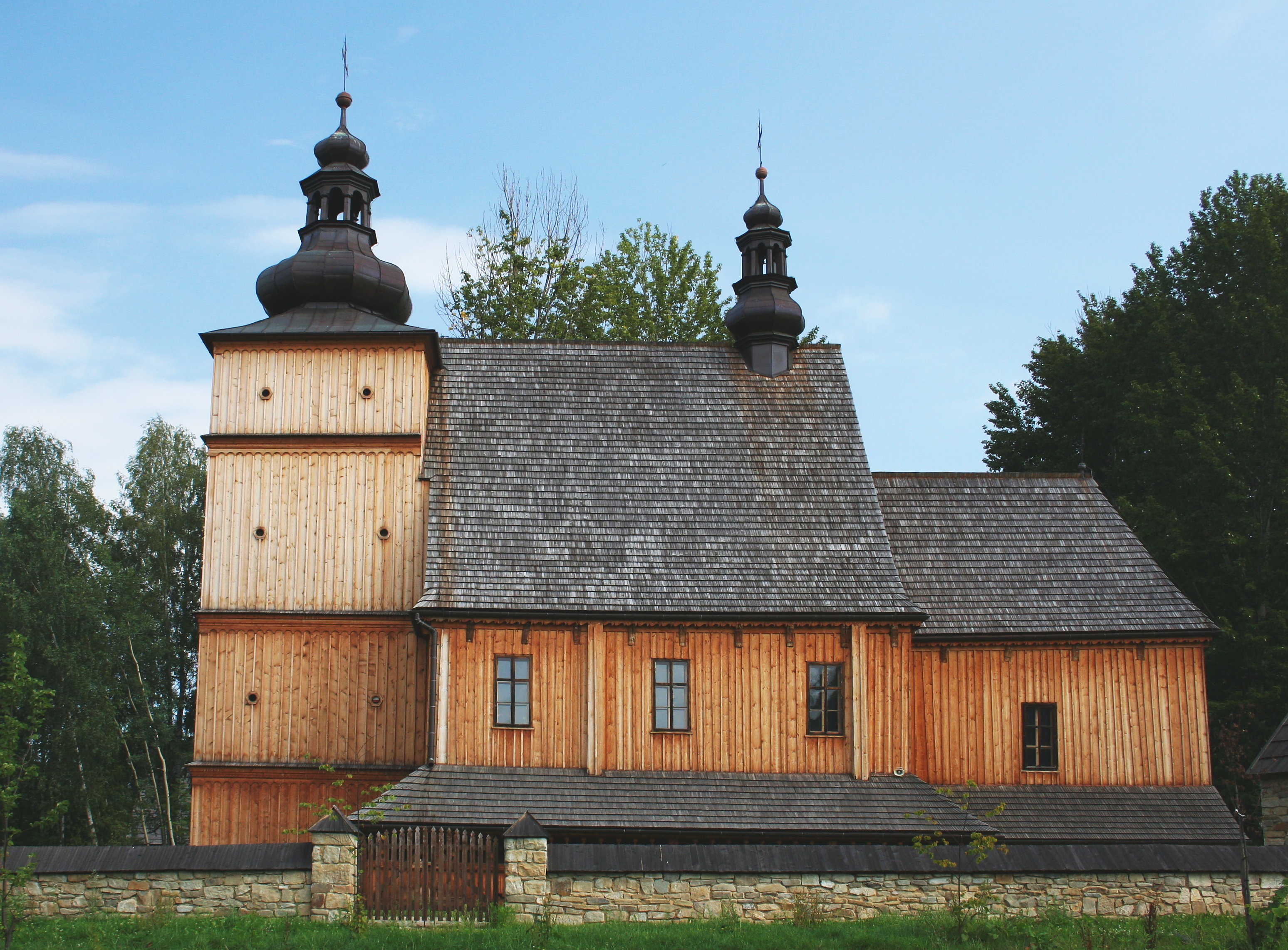
Kościół rzymskokatolicki z Łososiny Dolnej

Na ok. 20 hektarowym obszarze parku znajduje się 68 obiektów, zgrupowanych w kilkunastu zespołach. Jest to 9 wielobudynkowych zagród chłopskich, 4 zagrody jednobudynkowe, XVII-wieczny dwór szlachecki, folwark dworski, XVIII-wieczna cerkiew łemkowska, fragment osady Cyganów Karpackich, luźno stojące budynki przemysłu wiejskiego (kuźnia, olejarnia, wiatrak itp.), mała architektura (kapliczki, krzyże przydrożne, studnie, pasieki, suszarnie owoców itp.) W większości obiektów znajduje się stała ekspozycja wnętrz mieszkalnych, gospodarczych i przemysłowych, zróżnicowanych chronologicznie, majątkowo i społecznie. Odtworzone zostały stare, wiejskie warsztaty rzemieślnicze. Wiedzę o kulturze regionu wzbogacają ponadto tematyczne wystawy etnograficzne: „Izba weselna” i wystawa maziarstwa łemkowskiego. Ekspozycje wnętrz obejmują łącznie 58 pomieszczeń. Charakter tradycyjny ma również zieleń i całe otoczenie zagród.

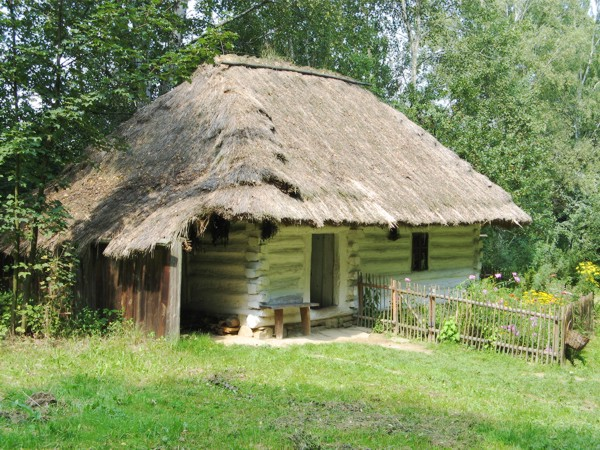
Biedniacka chałupa Pogórzan w Sądeckim Parku Etnograficznym
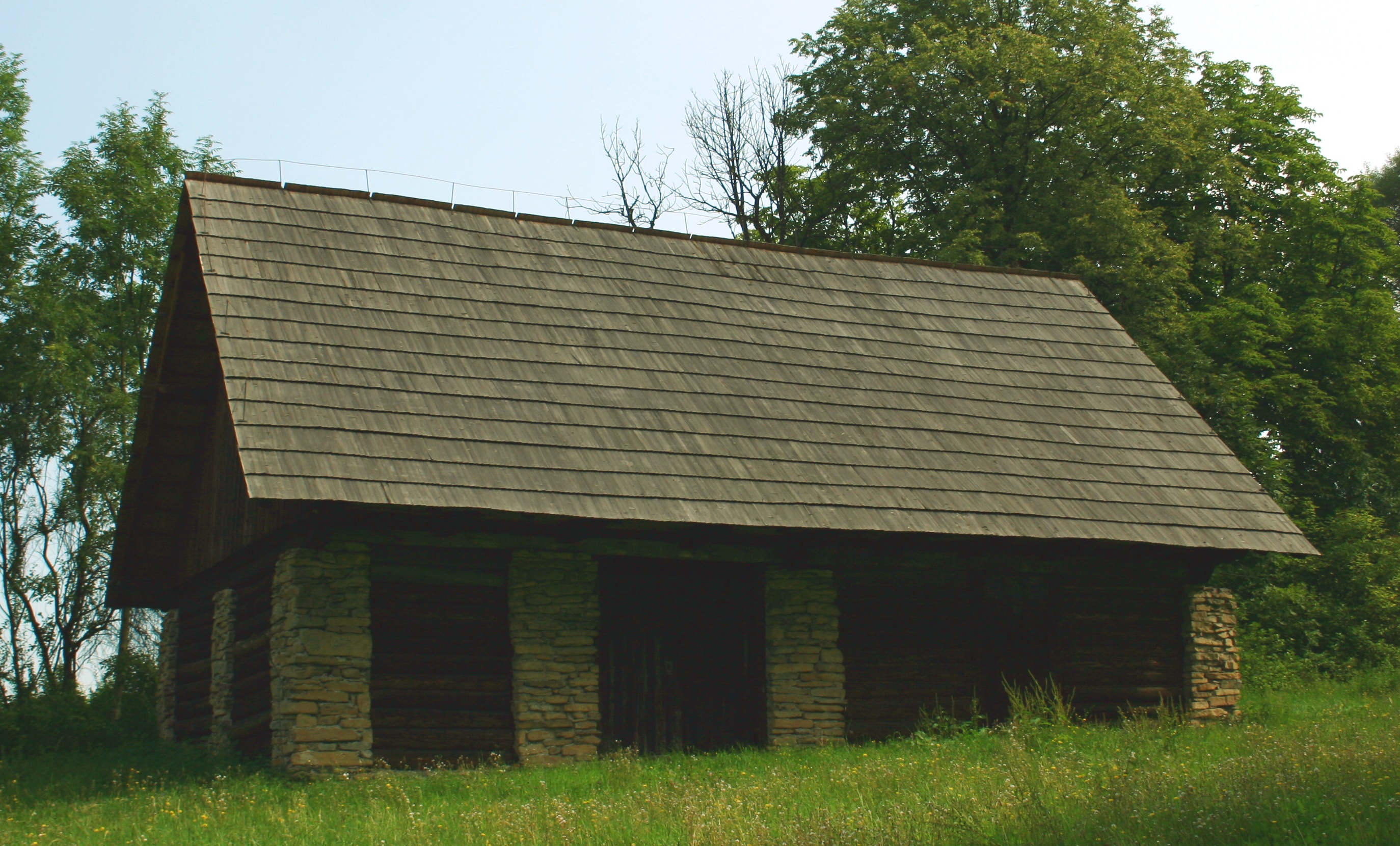
Wozownia z Lipnicy Wielkiej
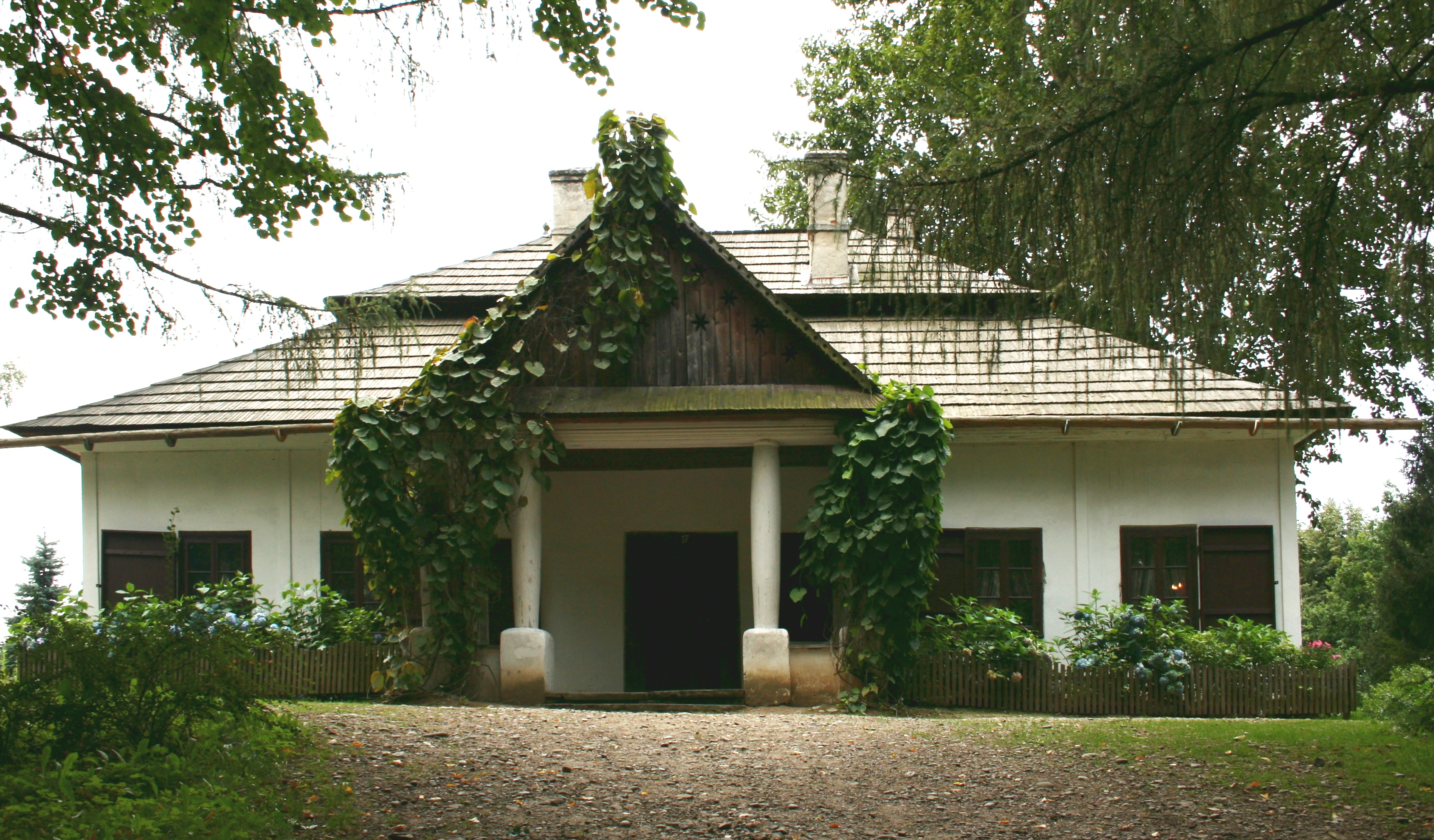
Dwór szlachecki z Rdzawy od frontu

## Miasteczko Galicyjskie
Sektor Sądeckiego Parku Etnograficznego „Miasteczko Galicyjskie” jest rekonstrukcją galicyjskiej, małomiasteczkowej zabudowy z przełomu XIX i XX wieku.
Miasteczko Galicyjskie, w odróżnieniu od pozostałych części Sądeckiego Parku Etnograficznego, stanowi przede wszystkim zaplecze konferencyjne, hotelowe, gastronomiczne, handlowe, a także wystawiennicze dla istniejącego muzeum skansenowskiego, gdzie znajdują się oryginalne obiekty przeniesione z różnych stron Sądecczyzny.
Miasteczko Galicyjskie zlokalizowane jest na terenie osiedla Piątkowa w Nowym Sączu, docelowo stanowi główne wejście do Sądeckiego Parku Etnograficznego.
Budowa budynków została ukończona na przełomie marca i kwietnia 2011 roku, a oficjalna inauguracja odbyła się 2 maja 2011 roku.

### Obiekty
W Miasteczku Galicyjskim znajduje się 20 obiektów (rekonstrukcji). Budowę wszystkich obiektów zakończono 2 maja 2011 roku.

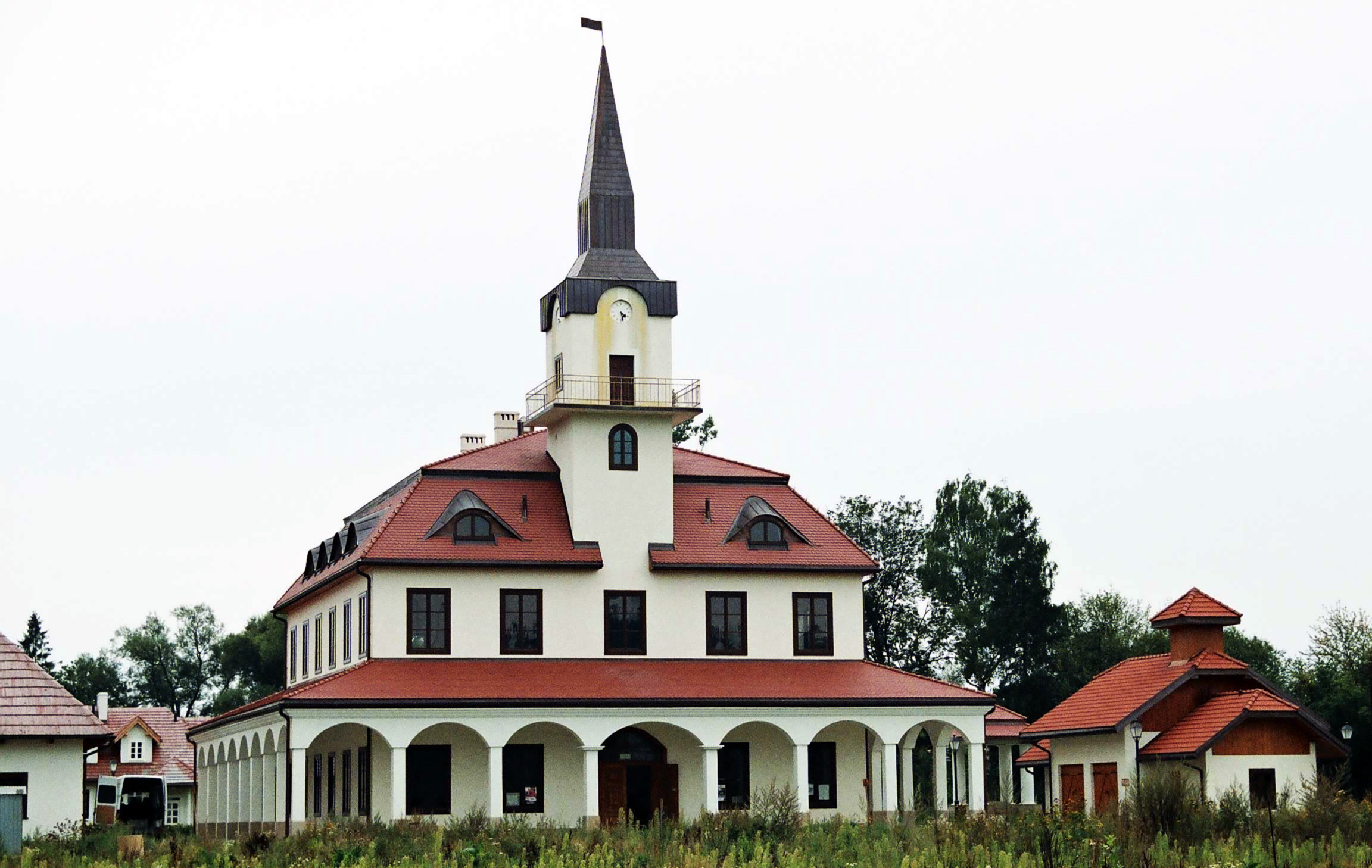
Ratusz

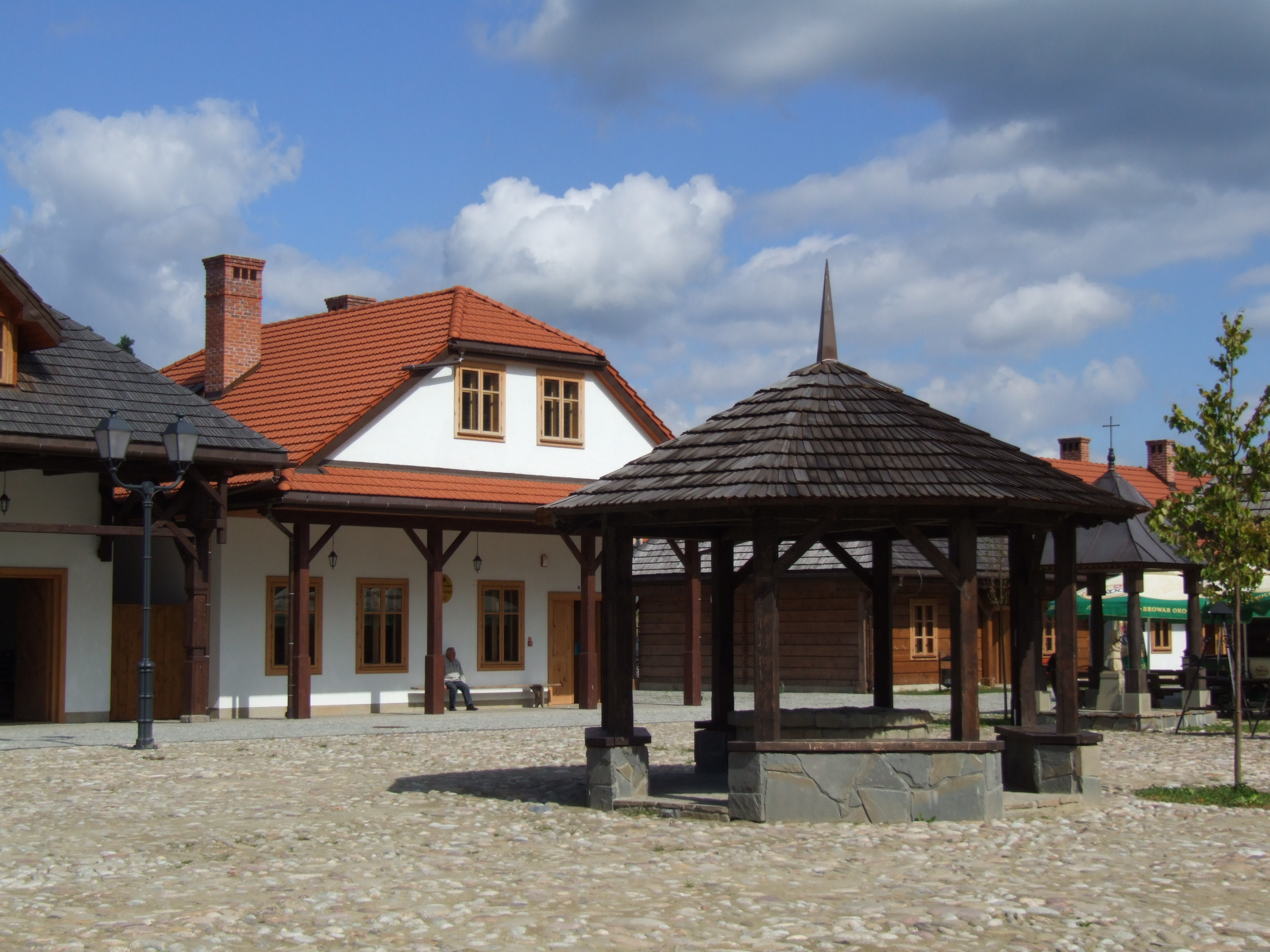
C.k. urząd pocztowy i studnia miejska

Obiekty w Miasteczku Galicyjskim obejmują:
- ratusz – wzorowany na niezrealizowanym projekcie ratusza starosądeckiego; jego zewnętrzny kształt wykonany został według archiwalnych rysunków; w ratuszu znajdują się m.in. sala konferencyjna, czytelnia, pokoje gościnne i galeria obrazów
- atelier fotografa i pracownia zegarmistrza – rekonstrukcja niezachowanego budynku ze Starego Sącza; był to drewniany, a następnie otynkowany dom mieszczański, wybudowany w połowie XIX wieku, rozebrany w 2003 roku; jego czterospadowy dach był chroniony gontem; w budynku znajduje się dawny zakład zegarmistrzowski oraz atelier fotograficzne
- dwór szlachecki z Łososiny Górnej – mieści się w nim Biblioteka Specjalistyczna przy Muzeum Okręgowym
- pracownia garncarza – wzorowana na zachowanym budynku ze Starego Sącza
- replika budynku Ochotniczej Straży Pożarnej z Lipinek k/Gorlic – wieżyczka do suszenia węży jest wzorowana na remizie z Biegonic; „oryginał” postawiono w Lipinkach już po I wojnie światowej; obecnie znajduje się w skansenie w Sanoku
- kapliczka Św. Floriana – wzorowana na kapliczce z Zakliczyna
- rekonstrukcja żydowskiej karczmy – serwuje się w niej tradycyjne potrawy narodów, które zamieszkiwały dawne Austro-Węgry
- recepcja – urządzona w rekonstrukcji nowosądeckiego budynku mieszkalnego, drewnianego, rozebranego w latach 1971/72
- rekonstrukcja niezachowanego budynku z Krościenka n/Dunajcem – rozebranego pod koniec XX wieku; wnętrze urządzone w stylu dawnego lombardu, można w nim kupić pamiątki ze skansenu
- sklep i warsztat sznycerza – na podstawie zachowanego budynku w Krościenku
- tzw. „Galeria Paszyńska” – w galerii urządzono wystawy malarstwa na szkle oraz współczesnej rzeźby ludowej; w sieni odbywają się pokazy amatorskich artystów, m.in. z ośrodka sztuki ludowej w Paszynie; budynek jest repliką budynku z Krościenka
- rekonstrukcja niezachowanego budynku z Lanckorony – w budynku odtworzono wygląd dawnej apteki i wyposażenie gabinetu dentystycznego
- replika niezachowanego budynku z Czchowa – w którym urządzono pracownię krawiecką oraz mieszkanie
- „Cukiernia Lwowska” – replika budynku z Ciężkowic, gdzie można kupić wyroby cukiernicze oraz piekarskie
- urząd pocztowy z okresu późnej monarchii austro-węgierskiej – urządzony w budynku-rekonstrukcji z Lipnicy Murowanej
- sklep kolonialny – kopia budynku z Zakliczyna, w którym można kupić produkty spożywcze
- magiel i fryzjer – rekonstrukcja mieszczańskiego domu z Zakliczyna
- posterunek żandarmerii – rekonstrukcja budynku z Zakliczyna; używany przez służby ochrony
- studnia miejska
- kapliczka św. Jana Nepomucena – kopia czchowskiej kapliczki

## Sektor Kolonistów Józefińskich

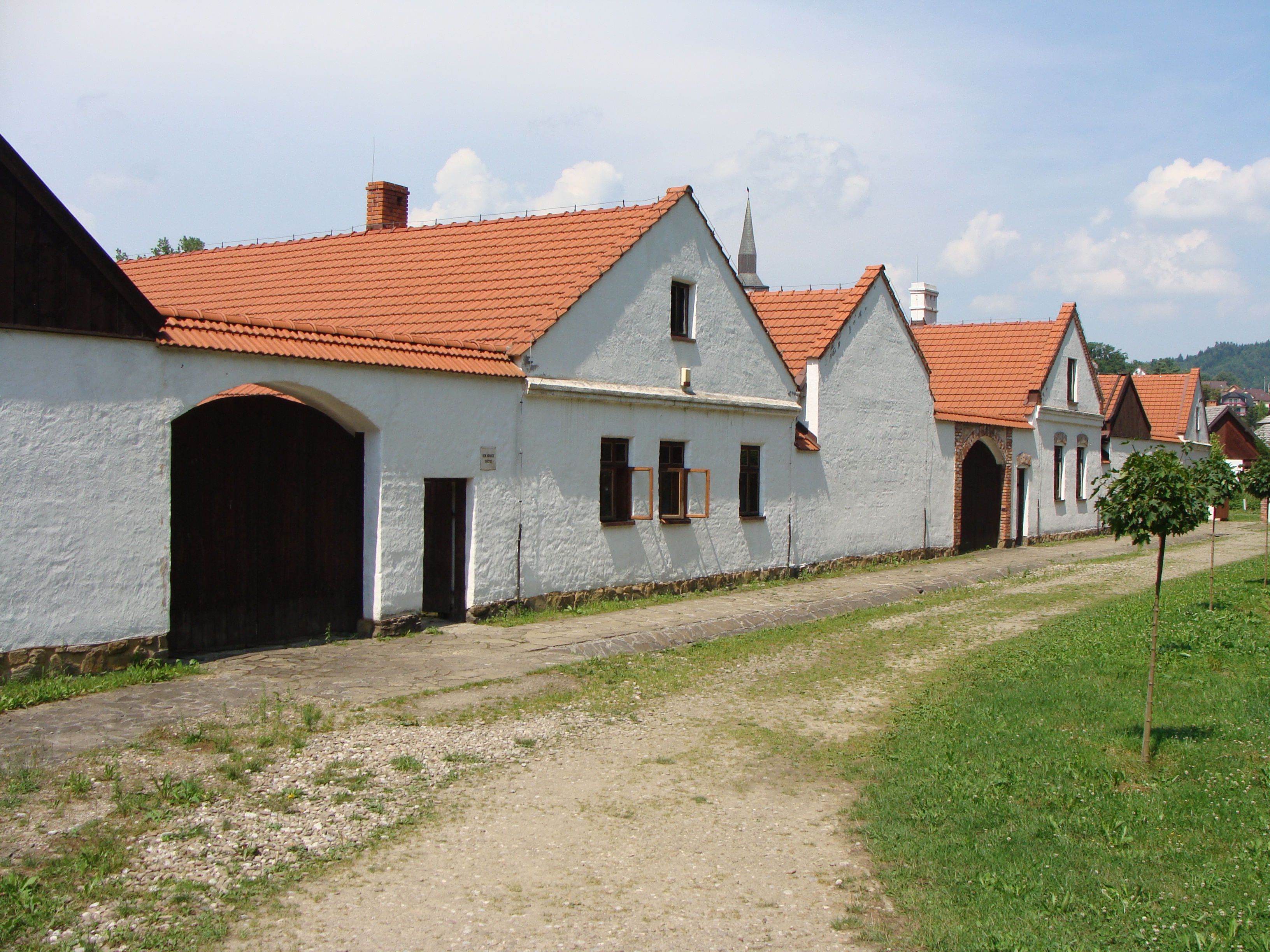
Zabudowania kolonistów Józefińskich

Ten sektor Sądeckiego Parku Etnograficznego prezentuje kulturę kolonistów józefińskich zwanych Niemcami Galicyjskimi (kolonizacja józefińska). W latach 1781–1786 zostali sprowadzeni do Galicji przez cesarza Józefa II.
Niemieccy osadnicy przybyli z krajów w środkowych Niemczech, głównie z Palatynatu, Hesji i Nassau (obecnie są to tereny dwóch krajów związkowych RFN-u; Hesji oraz Nadrenii-Palatynatu, których głównymi miastami są Frankfurt nad Menem i Moguncja). Zostali oni sprowadzeni do Galicji w latach 1781–1786, przez cesarza Józefa II, na mocy jego specjalnego rozporządzenia. Emigrowali w poszukiwaniu lepszego życia, zachęceni perspektywą otrzymania ziemi oraz dotacją finansową, której udzielano ochotnikom ze skarbu cesarskiego. Osady położono w okolicach Nowego Sącza na terenach konfiskowanych dóbr królewskich i klasztornych, głównie pośród Lachów Sądeckich – rdzennie polskiej grupy etnograficznej. Kolejne pokolenia kolonistów w znacznym stopniu uległy polonizacji. Ci, którzy uważali się nadal za Niemców, zostali w 1944 roku zmuszeni przez władze hitlerowskie do emigracji na zachód i znaleźli się poza nową granicą na Odrze i Nysie. Po nich pozostały, podobnie jak po wysiedlonych później Łemkach, nietypowa architektura budynków oraz ich układów, kształtowanych odmiennie niż w sąsiednich wsiach polskich.
Sektor Kolonistów Józefińskich zlokalizowany jest na terenie osiedla Piątkowa w Nowym Sączu, wzdłuż drogi łączącej starą część Sądeckiego Parku Etnograficznego z Miasteczkiem Galicyjskim.
Sektor ten składa się z rekonstrukcji trzech murowanych zagród z Gołkowic Dolnych, z przełomu XVIII i XIX wieku. Zagroda posiada podwórze, zamknięte z dwóch stron budynkiem mieszkalnym i spichlerzem, a od strony drogi wysokim murem z charakterystyczną bramą wjazdową i furtką wejściową.
Na końcu ekspozycji dotyczącej kolonistów józefińskich usytuowano oryginalny kościół ewangelicki z 1809 roku. Pierwotnie znajdował się w Stadłach, następnie po II wojnie światowej został przeniesiony do Świniarska, a po pożarze w 2003 przeniesiono go do Sądeckiego Parku Etnograficznego, gdzie będzie pełnił funkcję sakralną jako zbór ewangelicki.